# New Yorker Geschichten (Film)
New Yorker Geschichten ist ein US-amerikanischer Film aus dem Jahre 1989. Der von drei Regisseuren inszenierte Film besteht aus drei eigenständigen Episoden. Die erste Lebensstudien stammt von Martin Scorsese und schildert, wie ein Maler den Versuch seiner Muse bekämpft, sich von ihm abzunabeln. In der zweiten Episode Leben ohne Zoe von Francis Ford Coppola, versucht die junge Zoe, ihre Eltern wieder zusammenzubringen. In der dritten Geschichte Ödipus Ratlos von Woody Allen kämpft ein Mann gegen das einnehmende Wesen seiner Mutter an.

## Handlung

### Lebensstudien(Life Lessons)
Der egozentrische und heruntergekommene, aber erfolgreiche New Yorker Maler Lionel Dobie hat vor seiner kommenden Ausstellung eine Schaffenskrise. Er igelt sich in seinem Atelier ein und wimmelt auch seinen Agenten ab. Später holt er seine junge Assistentin und Muse Paulette vom Flughafen ab, die ihm eröffnet, dass sie nicht mehr zu ihm zurückkommen will. Erst als er ihr verspricht, sie müsse nicht mehr mit ihm schlafen, willigt sie ein zu bleiben und er kann wieder arbeiten. Allerdings ist er ihr immer noch verfallen und kann seine Triebe nur schwer unter Kontrolle halten. Nur mit lauter Musik und Arbeit kann er sich ablenken. Paulette dagegen, die auch als Malerin arbeitet, ist unzufrieden mit sich und ihrer Kunst. Zudem respektiert Lionel sie nicht als Künstlerin. Darüber hinaus ist sie unglücklich in den Schauspieler und Performance-Künstler Gregory verliebt.
Auf einer Party eines potentiellen Mäzens flirtet Paulette mit einem jungen Künstler, was Lionel eifersüchtig macht. Er beleidigt sie und brüskiert sie mit einer abfälligen Bemerkung über ihre Arbeit. Dennoch oder gerade deswegen verbringt sie die Nacht mit dem jungen Künstler in Lionels Atelierwohnung.
Am nächsten Abend besuchen Paulette und Lionel eine Veranstaltung von Gregory in einem stillgelegten U-Bahn-Schacht. Lionel drängt sie, Gregory anzusprechen, was sie auch tut. Allerdings beachtet der Schauspieler sie kaum, worauf sie Lionel vorwirft, er habe sie in diese Situation gebracht. Sie beschließt, Lionel endgültig zu verlassen. Auch dessen Beteuerungen, sie von nun an mehr zu respektieren, können sie nicht zurückhalten. Sie weiß, dass der alternde Künstler nur sich selbst sieht und unfähig ist, eine Beziehung auf gleicher Ebene zu führen.
Auf der Vernissage seiner Bilder schließlich, wo Lionel wieder einmal von allen Seiten gefeiert wird, sucht er sich eine neue Muse in Person einer Kellnerin aus, die auch Malerin ist.

### Leben ohne Zoe(Life without Zoe)
Die zwölfjährige Zoe, intelligente und selbstständige, aber verwöhnte Tochter des Musikers Claudio und der Fotografin Charlotte, lebt allein in einem großen Luxushotel, da ihre Eltern viel auf Reisen sind. Ihr Leben verläuft wie ein Märchen, sie hat ihren persönlichen Butler, und auch die anderen Angestellten des Hotels kümmern sich um die ständige Bewohnerin. Ihre Eltern leben in Trennung, da sie zwar Liebe füreinander empfinden, aber auf eine kindliche Weise unfähig sind, als Familie zusammenzuleben und füreinander zu sorgen.
In der Schule freundet sie sich mit ihrem neuen Mitschüler Abu an, einem Neffen eines reichen arabischen Scheichs. Nachdem sie den Tag mit Abu verbracht hat, kommt Zoe abends wieder ins Hotel, als dieses gerade überfallen wird. Sie kann jedoch aus ihres Vaters Hotelschließfach einen Umschlag retten, in dem sich ein wertvoller Diamantohrring befindet, der ausgerechnet Abus Tante gehört, den diese Zoes Vater einmal überreicht hat. Der Ohrring ist allerdings in Abus Heimat so etwas wie ein Nationalheiligtum und nun wird Claudio von den Häschern des Scheichs beschattet. Zoe beschließt, ihrem Vater aus der Patsche zu helfen.
Auf einer mondänen Kinderkostümparty in der Villa von Abu trifft Zoe auf dessen Tante, die Prinzessin Soroya, der sie den Ohrring zurückgibt. So beschließt sie, ihren Eltern noch weiter zu helfen und sie dazu zu bringen, wieder zusammenzuleben, obwohl sie das angenehme und luxuriöse Leben allein im Hotel genießt. Aber Zoe weiß, dass sie in der Familie die einzige ist, die vernünftig denken kann, und kann ihre Mutter schließlich dazu überreden, ihren Vater auf einer Tournee durch Europa zu begleiten.

### Ödipus Ratlos(Oedipus Wrecks)
Der fünfzigjährige Anwalt Sheldon Mills leidet unter seiner übermächtigen Mutter. Während diese ihn ständig kritisiert, ist sie zu Sheldons Verlobter Lisa freundlich und höflich und glaubt, dass Lisa zu gut für ihren Sohn sei. Zu allem Überfluss besucht sie ihren Sohn in dessen Büro und blamiert ihn vor seinen Kollegen. Lisa hat für die Schwierigkeiten ihres Verlobten allerdings keinen Blick. Gegenüber seinem Analytiker gibt Sheldon zu, er wäre froh, wenn seine Mutter verschwände.
Während einer Zaubervorstellung, bei der die Mutter von dem Künstler auf die Bühne geholt und in eine Kiste gesteckt wird, amüsiert sich Sheldon bei der Vorstellung, dass seine Mutter von den Säbeln erstochen werden könnte, die der Magier in die Kiste steckt. Doch nach Beendigung des Tricks taucht sie aus mysteriösen Gründen nicht mehr auf. Niemand hat eine Erklärung dafür und auch nach Tagen bleibt sie verschwunden. Obwohl Sheldon froh sein könnte, ist er zunächst niedergeschlagen. Erst nach einiger Zeit fühlt er sich befreit.
Eines Tages jedoch, Sheldon denkt an nichts Böses, erscheint seine Mutter als gigantisches Über-Ich am New Yorker Himmel und macht ihm wieder Vorwürfe. Zu allem Überfluss ist sie für alle Passanten sichtbar, fängt an mit ihnen zu diskutieren und stellt ihren Sohn vor allen bloß. Sie schafft es sogar in die Fernsehnachrichten, wo die Fernsehzuschauer erfahren, dass Sheldon früher Millstein hieß und Bettnässer war. Sheldon hat fortan keine ruhige Minute mehr und wird von wildfremden Menschen gehänselt. Dadurch gerät er auch in zunehmende Konflikte mit Lisa, da nun auch sie von seiner Mutter beschimpft wird.
Sein Analytiker schlägt ihm vor, die Hellseherin Treva aufzusuchen, um dem Phänomen mit okkulten Methoden beizukommen. Sie versucht, mit allerlei Beschwörungsriten der Sache Herr zu werden, aber vergeblich. Jedoch verlieben sich die beiden ineinander. Lisa verlässt Sheldon und er verlobt sich mit Treva. Schließlich findet Treva auch die Zustimmung seiner Mutter und sie kehrt zur Erde zurück.

## Sonstiges
- In diesem Film hatte Kirsten Dunst ihr (wenn auch ungenanntes) Filmdebüt.
- Thelma Carpenter war in der Episode Leben ohne Zoe in der letzten Filmrolle vor ihrem Tod zu sehen.
- Die von Nick Nolte im Film gefertigten Gemälde waren von Chuck Connelly.[1]

## Auszeichnungen
- Julie Kavner wurde bei den American Comedy Awards mit dem Preis für die beste komische Nebendarstellerin in einem Kinofilm ausgezeichnet.

## Kritiken
„Scorseses gelungene Studie eines egozentrischen Künstlers wartet mit einer furiosen Kameraarbeit auf, Coppolas Familienfilm schwelgt in Dekors und Details, bleibt aber unverbindlich, und Woody Allens Variation des jüdischen Stadtneurotikers ist zwar witzig, bietet aber nichts Neues. Bis auf die erste Episode nicht mehr als gepflegte Unterhaltung, die nur für am Werk der drei Regisseure Interessierte von einem gewissen Reiz ist.“